# Plescioara
Plescioara – wieś w Rumunii, w okręgu Buzău, w gminie Chiojdu. W 2011 roku liczyła 164 mieszkańców.